# رامبابو به‌همراه فیلم‌بردار گانگا
رامبابو به‌همراه فیلم‌بردار گانگا (به انگلیسی: Rambabu with Cameraman Ganga) فیلمی هندی محصول سال ۲۰۱۲ و به کارگردانی ونکات پرابو است. در این فیلم بازیگرانی همچون پاوان کالیان، تمنا باتیا، گابریلا برتانته، پراکاش راج، کوتا سرینیواسا راو و نثار ایفای نقش کرده‌اند.